# Acacia antunesii
Acacia antunesii är en ärtväxtart som beskrevs av Hermann August Theodor Harms. Acacia antunesii ingår i släktet akacior, och familjen ärtväxter. Inga underarter finns listade i Catalogue of Life.